# Coirós
Coirós és un municipi de la província de la Corunya a Galícia. Pertany a la Comarca de Betanzos.
| 2.550 | 2.292 | 2.209 | 1.606 | 1.650 |
| Fonts: INE i IGE (Els criteris de registre censal variaren i les dades de l'INE i de l'IGE poden no coincidir.) |       |       |       |       |

## Parròquies
- Armea (San Vicente)
- Coirós (San Xulián)
- Colantres (San Salvador)
- Santa María de Ois (Santa María)
- Santa Mariña de Lesa (Santa Mariña)
- Santiago de Ois (Santiago)

### Localitats
- Armea: Armea
- Coirós: Bullo, Casela, Os Chas, Coirós de Abaxoo, Coirós de Arriba, A Espenuca i Meixonfrío
- Colantres: Collantres, Mende i Queirí
- Sta María de Ois: Figueiras, Lapela, Lesa, Merille i Souto
- Sta María de Lesa: Anta, Berbecha, Castrillón, Costa, Fontelo, Loureiros, Parada, Penas, Recebés i Xora.
- Santiago de Ois: Caresma, Casal i Combarro.